# بيروت أباد
بيروت‌ أباد هي قرية في مقاطعة أشنوية، إيران. يقدر عدد سكانها بـ 230 نسمة بحسب إحصاء 2016.